# Megachile epixanthula
Megachile epixanthula är en biart som beskrevs av Cockerell 1931. Megachile epixanthula ingår i släktet tapetserarbin, och familjen buksamlarbin. Inga underarter finns listade i Catalogue of Life.